# 肉豆蔻醚
肉豆蔻醚是一种有机化合物，化学式为C11H12O3，存在于肉豆蔻等许多草药和香料中。